# Bernhard Gerhard Hilhorst
Bernhard Gerhard Hilhorst CSSp (* 31. Dezember 1895 in Amsterdam, Niederlande; † 11. August 1954) war ein niederländischer Ordensgeistlicher und römisch-katholischer Bischof von Morogoro.

## Leben
Bernhard Gerhard Hilhorst trat der Ordensgemeinschaft der Spiritaner bei und empfing am 27. August 1922 das Sakrament der Priesterweihe.
Am 26. Februar 1934 ernannte ihn Papst Pius XI. zum Titularbischof von Metellopolis und zum Apostolischen Vikar von Bagamoyo. Der Bischof von Haarlem, Johannes Dominicus Josephus Aengenent, spendete ihm am 25. April desselben Jahres die Bischofsweihe; Mitkonsekratoren waren der Bischof von ’s-Hertogenbosch, Arnold Frans Diepen, und der Generalsuperior der Spiritaner, Bischof Louis Le Hunsec CSSp.
Bernhard Gerhard Hilhorst wurde am 25. März 1953 infolge der Erhebung des Apostolischen Vikariats Bagamoyo zum Bistum und dessen Umbenennung erster Bischof von Morogoro. Am 12. Dezember 1953 nahm Papst Pius XII. das von Hilhorst vorgebrachte Rücktrittsgesuch an und bestellte ihn zum Titularbischof von Arsamosata.